# Fregata klase Volodimir Veliki
Klasa Volodimir Veliki ili Projekt 58250 jest planirana klasa fregata, prethodno zamišljenih kao višenamjenske korvete, koju je naručila ukrajinska mornarica.

## Pozadina i razvoj
Prije početka ovog projekta 2002. godine Državni centar za istraživanje i projektiranje brodogradnje razvio je višenamjensku korvetu "Hajduk-21" kao zamjenu i nastavak sovjetske korvete klase Griša (mali protupodmornički brod), ali je projekt odbijen. Odlučeno je udvostručiti deplasman kako bi brod bio kompatibilan s NATO brodovima. Na inicijativu ministra obrane Anatolija Hricenka, 9. kolovoza 2005. ukrajinski kabinet izdao je naredbu o razvoju novog broda. Za razvoj novog broda izdvojeno je oko 805 milijuna ukrajinskih grivnja.
Novi brod je projektiran da bude malo veći od korvete, ali manji od fregate. Novi projekt razvio je 2008. godine Državni centar za istraživanje i konstrukcije u brodogradnji. Od početka programa raspravljalo se o desetak takvih brodova. Planirano je započeti izgradnju u Crnomorskom brodogradilištu koje pripada grupi Smart Holding s ruskim kapitalom. Tijekom sovjetskih vremena u brodogradilištu su građeni nosači zrakoplova.

## Izgradnja
Izgradnja je započela prema planu 2011. godine, s predviđenim puštanjem u promet 2012. godine. Projekt je pretrpio mnoga kašnjenja i zaustavljen je 2014. zbog ruske vojne intervencije u Ukrajini.
Na kraju 2017. najavljen je nastavak gradnje uz usvajanje nove verzije programa gradnje brodova kojim se planira puštanje u pogon prvog broda 2022., drugog 2024., trećeg 2026., četvrtog 2028. godine. Međutim, u proljeće 2018. zapovjednik ukrajinske mornarice rekao je da nema dovoljno sredstava za nastavak izgradnje broda.
Prvi brod nazvan je po Volodimiru Velikom. Godine 2021. ukrajinsko Ministarstvo obrane objavilo je da će brod biti dovršen kao fregata.
Zbog odbijanja prodaje protubrodskih projektila iz Europske unije, postoji program razvoja vlastite protubrodske rakete pod nazivom Neptun (prva testiranja 2016.) i protuzračne rakete pod nazivom Dnipro (prva testiranja 2016.).

## Brodovi
| Ime              | Graditelj                  | Broj trupa | Položen          | Služba            | Flota                | Status   |
| ---------------- | -------------------------- | ---------- | ---------------- | ----------------- | -------------------- | -------- |
| Volodimir Veliki | Crnomorsko brodogradilište | 01701      | 17. svibnja 2011 | Planirano za 2022 | Ukrajinska mornarica | U izradi |
| (neimenovano)    | Crnomorsko brodogradilište |            |                  | Planirano za 2024 | Ukrajinska mornarica | U izradi |
| (neimenovano)    | Crnomorsko brodogradilište |            |                  | Planirano za 2026 | Ukrajinska mornarica | U izradi |
| (neimenovano)    | Crnomorsko brodogradilište |            |                  | Planirano za 2028 | Ukrajinska mornarica | U izradi |

## Vanjske poveznice
- Багатоцільовий корвет проекту 58250. www.ukrmilitary.com. Ukrainian Military Pages. 24. studenoga 2017. Pristupljeno 23. siječnja 2018.
- Постанова Кабінету Мініістрів України № 879 від 22 листопада 2017 року "Про внесення змін до Державної цільової оборонної програми будівництва кораблів класу "корвет" за проектом 58250". www.kmu.gov.ua. Governmental Portal. Pristupljeno 11. prosinca 2017.
- Project 58250 Corvette / Hayduk-21/Gaiduk-21 Volodymyr Velyky ["Vladimir the Great"]. www.globalsecurity.org. Global Security Blog. Pristupljeno 23. siječnja 2018.
- Ihor Kabanenko. 24. ožujka 2017. Ukraine's navy: Conceptual aspects and cooperation with the West. www.ukrweekly.com. The Ukrainian Weekly. Inačica izvorne stranice arhivirana 24. siječnja 2018. Pristupljeno 23. siječnja 2018.
- Ukraine restores construction of the cornerstone of the 58250 project for the Ukrainian Navy. uprom.info. National Industry Portal. 2. veljače 2017. Inačica izvorne stranice arhivirana 24. siječnja 2018. Pristupljeno 23. siječnja 2018.
- Ukrainian Defense Review #1 [January-March 2013]  Arhivirana inačica izvorne stranice od 7. ožujka 2022. (Wayback Machine)
- [R&D] Project 58250 Volodymyr Velyky-Class Corvette